# Olympische Sommerspiele 1948/Basketball
Bei den XIV. Olympischen Spielen 1948 in London wurde ein Wettbewerb im Basketball ausgetragen.
Am Wettbewerb nahmen 23 Nationen teil, Olympiasieger wurde das Team der Vereinigten Staaten.

## Medaillengewinner
| Gold | Silber | Bronze |
| --- | --- | --- |
| Vereinigte StaatenCliff Barker Don Barksdale Ralph Beard Lew Beck Vince Boryla Gordon Carpenter R. C. Pitts Alex Groza Wallace Jones Bob Kurland Ray Lumpp Jesse Renick Jack Robinson Kenny Rollins | FrankreichAndré Barrais Michel Bonnevie André Buffière René Chocat René Dérency Maurice Desaymonet André Even Maurice Girardot Fernand Guillou Raymond Offner Jacques Perrier Yvan Quénin Lucien Rebuffic Pierre Thiolon | BrasilienAlgodão Luiz Benvenuti João Francisco Bráz Ruy de Freitas Marcus Vinícius Dias Affonso Évora Alexandre Gemignani Alfredo da Motta Alberto Marson Nilton Pacheco Guilherme Rodrigues Massinet Sorcinelli |

## Ergebnisse

### Vorrunde

#### Gruppe A
| Platz | Team           | Spiele | Siege | Ndlg. | Körbe   | Diff. | Punkte |
| ----- | -------------- | ------ | ----- | ----- | ------- | ----- | ------ |
| 1     | Brasilien      | 5      | 5     | 0     | 261:150 | +111  | 10     |
| 2     | Uruguay        | 5      | 3     | 2     | 246:170 | +76   | 8      |
| 3     | Ungarn         | 5      | 3     | 2     | 201:172 | +29   | 8      |
| 4     | Kanada         | 5      | 3     | 2     | 222:205 | +17   | 8      |
| 5     | Italien        | 5      | 1     | 4     | 170:208 | −38   | 6      |
| 6     | Großbritannien | 5      | 0     | 5     | 103:298 | −195  | 5      |

| 31. Juli 1948 |                                  | Uruguay | 69 – 17        | Großbritannien | Harringay Arena Schiedsrichter: Václav Jeřábek (TCH), Jung Song-yun (KOR) |
| 31. Juli 1948 | Punkte pro Halbzeit: 33–8, 36–9. |         |                |                | Harringay Arena Schiedsrichter: Václav Jeřábek (TCH), Jung Song-yun (KOR) |
| 31. Juli 1948 | Punkte: Lombardo 19              |         | Punkte: Legg 6 |                | Harringay Arena Schiedsrichter: Václav Jeřábek (TCH), Jung Song-yun (KOR) |
| 31. Juli 1948 |                                  |         |                |                | Harringay Arena Schiedsrichter: Václav Jeřábek (TCH), Jung Song-yun (KOR) |

| 31. Juli 1948 |                                    | Brasilien | 45 – 41                       | Ungarn | Harringay Arena Schiedsrichter: Marcel Pfeuti (SUI), Page (GBR) |
| 31. Juli 1948 | Punkte pro Halbzeit: 21–22, 24–19. |           |                               |        | Harringay Arena Schiedsrichter: Marcel Pfeuti (SUI), Page (GBR) |
| 31. Juli 1948 | Punkte: Algodão 15                 |           | Punkte: László Novakovszky 14 |        | Harringay Arena Schiedsrichter: Marcel Pfeuti (SUI), Page (GBR) |
| 31. Juli 1948 |                                    |           |                               |        | Harringay Arena Schiedsrichter: Marcel Pfeuti (SUI), Page (GBR) |

| 31. Juli 1948 |                                    | Kanada | 55 – 37              | Italien | Harringay Arena Schiedsrichter: Abdel Azim Ashry (EGY), Song Yanping (CHN) |
| 31. Juli 1948 | Punkte pro Halbzeit: 26–29, 18–19. |        |                      |         | Harringay Arena Schiedsrichter: Abdel Azim Ashry (EGY), Song Yanping (CHN) |
| 31. Juli 1948 | Punkte: McGeer 12                  |        | Punkte: Stefanini 13 |         | Harringay Arena Schiedsrichter: Abdel Azim Ashry (EGY), Song Yanping (CHN) |
| 31. Juli 1948 |                                    |        |                      |         | Harringay Arena Schiedsrichter: Abdel Azim Ashry (EGY), Song Yanping (CHN) |

| 1. August 1948 |                                    | Uruguay | 32 – 36             | Brasilien | Harringay Arena Schiedsrichter: Edmond Bigot (FRA), Jan Osuský (TCH) |
| 1. August 1948 | Punkte pro Halbzeit: 20–22, 12–14. |         |                     |           | Harringay Arena Schiedsrichter: Edmond Bigot (FRA), Jan Osuský (TCH) |
| 1. August 1948 | Punkte: Lombardo 18                |         | Punkte: da Motta 14 |           | Harringay Arena Schiedsrichter: Edmond Bigot (FRA), Jan Osuský (TCH) |
| 1. August 1948 |                                    |         |                     |           | Harringay Arena Schiedsrichter: Edmond Bigot (FRA), Jan Osuský (TCH) |

| 1. August 1948 |                                   | Kanada | 44 – 24          | Großbritannien | Harringay Arena Schiedsrichter: Abdel Moneim Wahibi (EGY), André Taris (FRA) |
| 1. August 1948 | Punkte pro Halbzeit: 22–15, 22–9. |        |                  |                | Harringay Arena Schiedsrichter: Abdel Moneim Wahibi (EGY), André Taris (FRA) |
| 1. August 1948 | Punkte: Munro 7                   |        | Punkte: Davies 9 |                | Harringay Arena Schiedsrichter: Abdel Moneim Wahibi (EGY), André Taris (FRA) |
| 1. August 1948 |                                   |        |                  |                | Harringay Arena Schiedsrichter: Abdel Moneim Wahibi (EGY), André Taris (FRA) |

| 1. August 1948 |                                  | Italien | 19 – 32           | Ungarn | Harringay Arena Schiedsrichter: Marcel Pfeuti (SUI), Jung Song-yun (KOR) |
| 1. August 1948 | Punkte pro Halbzeit: 5–9, 14–23. |         |                   |        | Harringay Arena Schiedsrichter: Marcel Pfeuti (SUI), Jung Song-yun (KOR) |
| 1. August 1948 | Punkte: Rapini 5                 |         | Punkte: Zsíros 13 |        | Harringay Arena Schiedsrichter: Marcel Pfeuti (SUI), Jung Song-yun (KOR) |
| 1. August 1948 |                                  |         |                   |        | Harringay Arena Schiedsrichter: Marcel Pfeuti (SUI), Jung Song-yun (KOR) |

| 2. August 1948 |                                  | Großbritannien | 11 – 76         | Brasilien | Harringay Arena Schiedsrichter: Edmond Bigot (FRA), François Van der Perren (BEL) |
| 2. August 1948 | Punkte pro Halbzeit: 7–41, 4–35. |                |                 |           | Harringay Arena Schiedsrichter: Edmond Bigot (FRA), François Van der Perren (BEL) |
| 2. August 1948 | Punkte: Davies 6                 |                | Punkte: Bráz 14 |           | Harringay Arena Schiedsrichter: Edmond Bigot (FRA), François Van der Perren (BEL) |
| 2. August 1948 |                                  |                |                 |           | Harringay Arena Schiedsrichter: Edmond Bigot (FRA), François Van der Perren (BEL) |

| 2. August 1948 |                                    | Kanada | 36 – 37                  | Ungarn | Harringay Arena Schiedsrichter: Marcel Pfeuti (SUI), Ernesto Lastra (ARG) |
| 2. August 1948 | Punkte pro Halbzeit: 17–20, 19–17. |        |                          |        | Harringay Arena Schiedsrichter: Marcel Pfeuti (SUI), Ernesto Lastra (ARG) |
| 2. August 1948 | Punkte: McGeer 11                  |        | Punkte: I. Timár-Geng 10 |        | Harringay Arena Schiedsrichter: Marcel Pfeuti (SUI), Ernesto Lastra (ARG) |
| 2. August 1948 |                                    |        |                          |        | Harringay Arena Schiedsrichter: Marcel Pfeuti (SUI), Ernesto Lastra (ARG) |

| 3. August 1948 |                                    | Italien | 34 – 46              | Uruguay | Harringay Arena Schiedsrichter: Marcel Pfeuti (SUI), Abdel Moneim Wahibi (EGY) |
| 3. August 1948 | Punkte pro Halbzeit: 12–20, 22–26. |         |                      |         | Harringay Arena Schiedsrichter: Marcel Pfeuti (SUI), Abdel Moneim Wahibi (EGY) |
| 3. August 1948 | Punkte: Lombardo 23                |         | Punkte: Stefanini 12 |         | Harringay Arena Schiedsrichter: Marcel Pfeuti (SUI), Abdel Moneim Wahibi (EGY) |
| 3. August 1948 |                                    |         |                      |         | Harringay Arena Schiedsrichter: Marcel Pfeuti (SUI), Abdel Moneim Wahibi (EGY) |

| 4. August 1948 |                                   | Großbritannien | 28 – 49             | Italien | Harringay Arena Schiedsrichter: Ernesto Lastra (ARG), Jung Song-yun (KOR) |
| 4. August 1948 | Punkte pro Halbzeit: 5–24, 23–25. |                |                     |         | Harringay Arena Schiedsrichter: Ernesto Lastra (ARG), Jung Song-yun (KOR) |
| 4. August 1948 | Punkte: Davies 9                  |                | Punkte: Mantelli 16 |         | Harringay Arena Schiedsrichter: Ernesto Lastra (ARG), Jung Song-yun (KOR) |
| 4. August 1948 |                                   |                |                     |         | Harringay Arena Schiedsrichter: Ernesto Lastra (ARG), Jung Song-yun (KOR) |

| 4. August 1948 |                                    | Ungarn | 31 – 49             | Uruguay | Harringay Arena Schiedsrichter: Abdel Azim Ashry (EGY), André Taris (FRA) |
| 4. August 1948 | Punkte pro Halbzeit: 17–26, 14–23. |        |                     |         | Harringay Arena Schiedsrichter: Abdel Azim Ashry (EGY), André Taris (FRA) |
| 4. August 1948 | Punkte: A. Timár-Geng 8            |        | Punkte: Lombardo 22 |         | Harringay Arena Schiedsrichter: Abdel Azim Ashry (EGY), André Taris (FRA) |
| 4. August 1948 |                                    |        |                     |         | Harringay Arena Schiedsrichter: Abdel Azim Ashry (EGY), André Taris (FRA) |

| 4. August 1948 |                                    | Kanada | 35 – 57             | Brasilien | Harringay Arena Schiedsrichter: Chauveheid (BEL), Marcel Pfeuti (SUI) |
| 4. August 1948 | Punkte pro Halbzeit: 12–32, 23–25. |        |                     |           | Harringay Arena Schiedsrichter: Chauveheid (BEL), Marcel Pfeuti (SUI) |
| 4. August 1948 | Punkte: McGeer 8                   |        | Punkte: da Motta 23 |           | Harringay Arena Schiedsrichter: Chauveheid (BEL), Marcel Pfeuti (SUI) |
| 4. August 1948 |                                    |        |                     |           | Harringay Arena Schiedsrichter: Chauveheid (BEL), Marcel Pfeuti (SUI) |

| 5. August 1948 |                                    | Ungarn | 60 – 23          | Großbritannien | Harringay Arena Schiedsrichter: Ernesto Lastra (ARG), Song Yanping (CHN) |
| 5. August 1948 | Punkte pro Halbzeit: 34–11, 26–12. |        |                  |                | Harringay Arena Schiedsrichter: Ernesto Lastra (ARG), Song Yanping (CHN) |
| 5. August 1948 | Punkte: Bánkuti 18                 |        | Punkte: Davies 6 |                | Harringay Arena Schiedsrichter: Ernesto Lastra (ARG), Song Yanping (CHN) |
| 5. August 1948 |                                    |        |                  |                | Harringay Arena Schiedsrichter: Ernesto Lastra (ARG), Song Yanping (CHN) |

| 5. August 1948 |                                    | Brasilien | 47 – 31             | Italien | Harringay Arena Schiedsrichter: Marcel Pfeuti (SUI), Jan Osuský (TCH) |
| 5. August 1948 | Punkte pro Halbzeit: 22–15, 25–16. |           |                     |         | Harringay Arena Schiedsrichter: Marcel Pfeuti (SUI), Jan Osuský (TCH) |
| 5. August 1948 | Punkte: Pacheco 13                 |           | Punkte: Marinelli 8 |         | Harringay Arena Schiedsrichter: Marcel Pfeuti (SUI), Jan Osuský (TCH) |
| 5. August 1948 |                                    |           |                     |         | Harringay Arena Schiedsrichter: Marcel Pfeuti (SUI), Jan Osuský (TCH) |

| 5. August 1948 |                                    | Kanada | 52 – 50 | Uruguay | Harringay Arena Schiedsrichter: Abdel Azim Ashry (EGY), André Siener (FRA) |
| 5. August 1948 | Punkte pro Halbzeit: 34–28, 18–22. |        |         |         | Harringay Arena Schiedsrichter: Abdel Azim Ashry (EGY), André Siener (FRA) |
| 5. August 1948 |                                    |        |         |         | Harringay Arena Schiedsrichter: Abdel Azim Ashry (EGY), André Siener (FRA) |
| 5. August 1948 |                                    |        |         |         | Harringay Arena Schiedsrichter: Abdel Azim Ashry (EGY), André Siener (FRA) |

#### Gruppe B
| Platz | Team        | Spiele | Siege | Ndlg. | Körbe   | Diff. | Punkte |
| ----- | ----------- | ------ | ----- | ----- | ------- | ----- | ------ |
| 1     | Südkorea    | 5      | 3     | 2     | 258:152 | +106  | 8      |
| 2     | Chile       | 5      | 3     | 2     | 269:162 | +107  | 8      |
| 3     | Belgien     | 5      | 3     | 2     | 232:155 | +77   | 8      |
| 4     | Philippinen | 5      | 3     | 2     | 261:198 | +63   | 8      |
| 5     | China       | 5      | 3     | 2     | 281:202 | +79   | 8      |
| 6     | Irak        | 5      | 0     | 5     | 113:545 | −432  | 5      |

| 31. Juli 1948 |                                    | Philippinen | 102 – 30                | Irak | Harringay Arena Zuschauer: 17 Schiedsrichter: André Siener (FRA), Oddone Gagliardi (ITA) |
| 31. Juli 1948 | Punkte pro Halbzeit: 37–16, 65–14. |             |                         |      | Harringay Arena Zuschauer: 17 Schiedsrichter: André Siener (FRA), Oddone Gagliardi (ITA) |
| 31. Juli 1948 | Punkte: Campos 18                  |             | Punkte: Wadud Khalil 14 |      | Harringay Arena Zuschauer: 17 Schiedsrichter: André Siener (FRA), Oddone Gagliardi (ITA) |
| 31. Juli 1948 |                                    |             |                         |      | Harringay Arena Zuschauer: 17 Schiedsrichter: André Siener (FRA), Oddone Gagliardi (ITA) |

| 31. Juli 1948 |                                    | Belgien | 27 – 29       | Südkorea | Harringay Arena Schiedsrichter: Jan Osuský (TCH), André Taris (FRA) |
| 31. Juli 1948 | Punkte pro Halbzeit: 14–11, 13–18. |         |               |          | Harringay Arena Schiedsrichter: Jan Osuský (TCH), André Taris (FRA) |
| 31. Juli 1948 | Punkte: Bernaer 8                  |         | Punkte: An 13 |          | Harringay Arena Schiedsrichter: Jan Osuský (TCH), André Taris (FRA) |
| 31. Juli 1948 |                                    |         |               |          | Harringay Arena Schiedsrichter: Jan Osuský (TCH), André Taris (FRA) |

| 31. Juli 1948 |                                    | China | 39 – 44          | Chile | Harringay Arena Schiedsrichter: Edmond Bigot (FRA), Vittorio Ugolini (ITA) |
| 31. Juli 1948 | Punkte pro Halbzeit: 18–19, 21–25. |       |                  |       | Harringay Arena Schiedsrichter: Edmond Bigot (FRA), Vittorio Ugolini (ITA) |
| 31. Juli 1948 | Punkte: Cai 15                     |       | Punkte: Gallo 14 |       | Harringay Arena Schiedsrichter: Edmond Bigot (FRA), Vittorio Ugolini (ITA) |
| 31. Juli 1948 |                                    |       |                  |       | Harringay Arena Schiedsrichter: Edmond Bigot (FRA), Vittorio Ugolini (ITA) |

| 1. August 1948 |                                   | Irak | 18 – 100         | Chile | Harringay Arena Schiedsrichter: Václav Jeřábek (TCH), Page (GBR) |
| 1. August 1948 | Punkte pro Halbzeit: 8–45, 10–55. |      |                  |       | Harringay Arena Schiedsrichter: Václav Jeřábek (TCH), Page (GBR) |
| 1. August 1948 | Punkte: Khalil 11                 |      | Punkte: Gallo 22 |       | Harringay Arena Schiedsrichter: Václav Jeřábek (TCH), Page (GBR) |
| 1. August 1948 |                                   |      |                  |       | Harringay Arena Schiedsrichter: Václav Jeřábek (TCH), Page (GBR) |

| 1. August 1948 |                                    | Südkorea | 33 – 35                      | Philippinen | Harringay Arena Schiedsrichter: André Siener (FRA), Naili Moran (TUR) |
| 1. August 1948 | Punkte pro Halbzeit: 21–22, 12–13. |          |                              |             | Harringay Arena Schiedsrichter: André Siener (FRA), Naili Moran (TUR) |
| 1. August 1948 | Punkte: Chang 8                    |          | Punkte: Fulgencio, Campos 10 |             | Harringay Arena Schiedsrichter: André Siener (FRA), Naili Moran (TUR) |
| 1. August 1948 |                                    |          |                              |             | Harringay Arena Schiedsrichter: André Siener (FRA), Naili Moran (TUR) |

| 2. August 1948 |                                    | Belgien | 34 – 36        | China | Harringay Arena Schiedsrichter: Václav Jeřábek (TCH), Vittorio Ugolini (ITA) |
| 2. August 1948 | Punkte pro Halbzeit: 13–18, 21–18. |         |                |       | Harringay Arena Schiedsrichter: Václav Jeřábek (TCH), Vittorio Ugolini (ITA) |
| 2. August 1948 | Punkte: Poppe, Coosemans 7         |         | Punkte: Cai 15 |       | Harringay Arena Schiedsrichter: Václav Jeřábek (TCH), Vittorio Ugolini (ITA) |
| 2. August 1948 |                                    |         |                |       | Harringay Arena Schiedsrichter: Václav Jeřábek (TCH), Vittorio Ugolini (ITA) |

| 3. August 1948 |                                    | Philippinen | 39 – 68           | Chile | Harringay Arena Schiedsrichter: Abdel Azim Ashry (EGY), Edmond Bigot (FRA) |
| 3. August 1948 | Punkte pro Halbzeit: 16–29, 23–39. |             |                   |       | Harringay Arena Schiedsrichter: Abdel Azim Ashry (EGY), Edmond Bigot (FRA) |
| 3. August 1948 | Punkte: Mumar 9                    |             | Punkte: Mahaña 18 |       | Harringay Arena Schiedsrichter: Abdel Azim Ashry (EGY), Edmond Bigot (FRA) |
| 3. August 1948 |                                    |             |                   |       | Harringay Arena Schiedsrichter: Abdel Azim Ashry (EGY), Edmond Bigot (FRA) |

| 3. August 1948 |                                   | Irak | 20 – 98            | Belgien | Harringay Arena Schiedsrichter: Ernest Chuard (SUI), Gualtiero Follati (ITA) |
| 3. August 1948 | Punkte pro Halbzeit: 8–42, 12–56. |      |                    |         | Harringay Arena Schiedsrichter: Ernest Chuard (SUI), Gualtiero Follati (ITA) |
| 3. August 1948 | Punkte: Emile 9                   |      | Punkte: De Pauw 20 |         | Harringay Arena Schiedsrichter: Ernest Chuard (SUI), Gualtiero Follati (ITA) |
| 3. August 1948 |                                   |      |                    |         | Harringay Arena Schiedsrichter: Ernest Chuard (SUI), Gualtiero Follati (ITA) |

| 3. August 1948 |                                    | Südkorea | 48 – 49            | China | Harringay Arena Schiedsrichter: Ernesto Lastra (ARG), Vittorio Ugolini (ITA) |
| 3. August 1948 | Punkte pro Halbzeit: 16–28, 33–20. |          |                    |       | Harringay Arena Schiedsrichter: Ernesto Lastra (ARG), Vittorio Ugolini (ITA) |
| 3. August 1948 | Punkte: Gang 11                    |          | Punkte: Cai, Wu 10 |       | Harringay Arena Schiedsrichter: Ernesto Lastra (ARG), Vittorio Ugolini (ITA) |
| 3. August 1948 |                                    |          |                    |       | Harringay Arena Schiedsrichter: Ernesto Lastra (ARG), Vittorio Ugolini (ITA) |

| 4. August 1948 |                                    | Chile | 36 – 38         | Belgien | Harringay Arena Schiedsrichter: Elie Archambaud (FRA), Vittorio Ugolini (ITA) |
| 4. August 1948 | Punkte pro Halbzeit: 20–15, 16–23. |       |                 |         | Harringay Arena Schiedsrichter: Elie Archambaud (FRA), Vittorio Ugolini (ITA) |
| 4. August 1948 | Punkte: Raffo, Sánchez 7           |       | Punkte: Poppe 9 |         | Harringay Arena Schiedsrichter: Elie Archambaud (FRA), Vittorio Ugolini (ITA) |
| 4. August 1948 |                                    |       |                 |         | Harringay Arena Schiedsrichter: Elie Archambaud (FRA), Vittorio Ugolini (ITA) |

| 4. August 1948 |                                   | Südkorea | 120 – 20                | Irak | Harringay Arena Schiedsrichter: Abdel Moneim Wahibi (EGY), Oddone Gagliardi (ITA) |
| 4. August 1948 | Punkte pro Halbzeit: 49–12, 71–8. |          |                         |      | Harringay Arena Schiedsrichter: Abdel Moneim Wahibi (EGY), Oddone Gagliardi (ITA) |
| 4. August 1948 | Punkte: Gang 31                   |          | Punkte: Irfan, Salman 6 |      | Harringay Arena Schiedsrichter: Abdel Moneim Wahibi (EGY), Oddone Gagliardi (ITA) |
| 4. August 1948 |                                   |          |                         |      | Harringay Arena Schiedsrichter: Abdel Moneim Wahibi (EGY), Oddone Gagliardi (ITA) |

| 4. August 1948 |                                    | Philippinen | 51 – 32             | China | Harringay Arena Schiedsrichter: Gualtiero Follati (ITA), Václav Jeřábek (TCH) |
| 4. August 1948 | Punkte pro Halbzeit: 27–14, 24–18. |             |                     |       | Harringay Arena Schiedsrichter: Gualtiero Follati (ITA), Václav Jeřábek (TCH) |
| 4. August 1948 | Punkte: F. Fajardo 14              |             | Punkte: John Pao 12 |       | Harringay Arena Schiedsrichter: Gualtiero Follati (ITA), Václav Jeřábek (TCH) |
| 4. August 1948 |                                    |             |                     |       | Harringay Arena Schiedsrichter: Gualtiero Follati (ITA), Václav Jeřábek (TCH) |

| 5. August 1948 |                                    | Philippinen | 34 – 35            | Belgien | Harringay Arena Schiedsrichter: Gualtiero Follati (ITA) Naili Moran (TUR) |
| 5. August 1948 | Punkte pro Halbzeit: 24–23, 10–12. |             |                    |         | Harringay Arena Schiedsrichter: Gualtiero Follati (ITA) Naili Moran (TUR) |
| 5. August 1948 | Punkte: G. Fajardo 9               |             | Punkte: De Pauw 11 |         | Harringay Arena Schiedsrichter: Gualtiero Follati (ITA) Naili Moran (TUR) |
| 5. August 1948 |                                    |             |                    |         | Harringay Arena Schiedsrichter: Gualtiero Follati (ITA) Naili Moran (TUR) |

| 6. August 1948 |                                    | China | 125 – 25          | Irak | Harringay Arena Schiedsrichter: Edmond Bigot (FRA), Ernest Chuard (SUI) |
| 6. August 1948 | Punkte pro Halbzeit: 64–14, 61–11. |       |                   |      | Harringay Arena Schiedsrichter: Edmond Bigot (FRA), Ernest Chuard (SUI) |
| 6. August 1948 | Punkte: Pao 32                     |       | Punkte: Khalil 12 |      | Harringay Arena Schiedsrichter: Edmond Bigot (FRA), Ernest Chuard (SUI) |
| 6. August 1948 |                                    |       |                   |      | Harringay Arena Schiedsrichter: Edmond Bigot (FRA), Ernest Chuard (SUI) |

| 6. August 1948 |                                   | Chile | 21 – 28         | Südkorea | Harringay Arena Schiedsrichter: Marcel Pfeuti (SUI), Oddone Gagliardi (ITA) |
| 6. August 1948 | Punkte pro Halbzeit: 6–13, 15–15. |       |                 |          | Harringay Arena Schiedsrichter: Marcel Pfeuti (SUI), Oddone Gagliardi (ITA) |
| 6. August 1948 | Punkte: Sánchez 8                 |       | Punkte: Gang 11 |          | Harringay Arena Schiedsrichter: Marcel Pfeuti (SUI), Oddone Gagliardi (ITA) |
| 6. August 1948 |                                   |       |                 |          | Harringay Arena Schiedsrichter: Marcel Pfeuti (SUI), Oddone Gagliardi (ITA) |

#### Gruppe C
| Platz | Team               | Spiele | Siege | Ndlg. | Körbe   | Diff. | Punkte |
| ----- | ------------------ | ------ | ----- | ----- | ------- | ----- | ------ |
| 1     | Vereinigte Staaten | 5      | 5     | 0     | 325:167 | +158  | 10     |
| 2     | Tschechoslowakei   | 5      | 4     | 1     | 217:190 | +27   | 9      |
| 3     | Argentinien        | 5      | 3     | 2     | 246:199 | +47   | 8      |
| 4     | Peru               | 5      | 2     | 3     | 198:187 | +11   | 7      |
| 5     | Ägypten            | 5      | 1     | 4     | 162:256 | −94   | 6      |
| 6     | Schweiz            | 5      | 0     | 5     | 120:269 | −149  | 5      |

| 31. Juli 1948 |                                   | Vereinigte Staaten | 86 – 21            | Schweiz | Harringay Arena Schiedsrichter: François Van der Perren (BEL), Naili Moran (TUR) |
| 31. Juli 1948 | Punkte pro Halbzeit: 34–9, 52–12. |                    |                    |         | Harringay Arena Schiedsrichter: François Van der Perren (BEL), Naili Moran (TUR) |
| 31. Juli 1948 | Punkte: Groza 19                  |                    | Punkte: Albrecht 5 |         | Harringay Arena Schiedsrichter: François Van der Perren (BEL), Naili Moran (TUR) |
| 31. Juli 1948 |                                   |                    |                    |         | Harringay Arena Schiedsrichter: François Van der Perren (BEL), Naili Moran (TUR) |

| 31. Juli 1948 |                                    | Tschechoslowakei | 38 – 30                 | Peru | Harringay Arena Schiedsrichter: Abdel Moneim Wahibi (EGY), Gualtiero Follati (ITA) |
| 31. Juli 1948 | Punkte pro Halbzeit: 22–15, 16–15. |                  |                         |      | Harringay Arena Schiedsrichter: Abdel Moneim Wahibi (EGY), Gualtiero Follati (ITA) |
| 31. Juli 1948 | Punkte: Mrázek 16                  |                  | Punkte: Alegre, Drago 7 |      | Harringay Arena Schiedsrichter: Abdel Moneim Wahibi (EGY), Gualtiero Follati (ITA) |
| 31. Juli 1948 |                                    |                  |                         |      | Harringay Arena Schiedsrichter: Abdel Moneim Wahibi (EGY), Gualtiero Follati (ITA) |

| 1. August 1948 |                                    | Argentinien | 57 – 38              | Ägypten | Harringay Arena Schiedsrichter: François Van der Perren (BEL), Gualtiero Follati (ITA) |
| 1. August 1948 | Punkte pro Halbzeit: 26–27, 31–11. |             |                      |         | Harringay Arena Schiedsrichter: François Van der Perren (BEL), Gualtiero Follati (ITA) |
| 1. August 1948 | Punkte: Furlong 21                 |             | Punkte: Montassir 10 |         | Harringay Arena Schiedsrichter: François Van der Perren (BEL), Gualtiero Follati (ITA) |
| 1. August 1948 |                                    |             |                      |         | Harringay Arena Schiedsrichter: François Van der Perren (BEL), Gualtiero Follati (ITA) |

| 2. August 1948 |                                   | Peru | 52 – 27             | Ägypten | Harringay Arena Schiedsrichter: André Siener (FRA), Jung Song-yun (KOR) |
| 2. August 1948 | Punkte pro Halbzeit: 16–8, 36–19. |      |                     |         | Harringay Arena Schiedsrichter: André Siener (FRA), Jung Song-yun (KOR) |
| 2. August 1948 | Punkte: Fernández 16              |      | Punkte: Montassir 8 |         | Harringay Arena Schiedsrichter: André Siener (FRA), Jung Song-yun (KOR) |
| 2. August 1948 |                                   |      |                     |         | Harringay Arena Schiedsrichter: André Siener (FRA), Jung Song-yun (KOR) |

| 2. August 1948 |                                    | Schweiz | 23 – 49             | Argentinien | Harringay Arena Schiedsrichter: Gualtiero Follati (ITA), André Taris (FRA) |
| 2. August 1948 | Punkte pro Halbzeit: 13–28, 10–21. |         |                     |             | Harringay Arena Schiedsrichter: Gualtiero Follati (ITA), André Taris (FRA) |
| 2. August 1948 | Punkte: Albrecht 5                 |         | Punkte: Guerrero 11 |             | Harringay Arena Schiedsrichter: Gualtiero Follati (ITA), André Taris (FRA) |
| 2. August 1948 |                                    |         |                     |             | Harringay Arena Schiedsrichter: Gualtiero Follati (ITA), André Taris (FRA) |

| 2. August 1948 |                                    | Vereinigte Staaten | 53 – 28          | Tschechoslowakei | Harringay Arena Schiedsrichter: Juan Francisco Carro (URU), Song Yanping (CHN) |
| 2. August 1948 | Punkte pro Halbzeit: 23–12, 30–16. |                    |                  |                  | Harringay Arena Schiedsrichter: Juan Francisco Carro (URU), Song Yanping (CHN) |
| 2. August 1948 | Punkte: Boryla 9                   |                    | Punkte: Mrázek 8 |                  | Harringay Arena Schiedsrichter: Juan Francisco Carro (URU), Song Yanping (CHN) |
| 2. August 1948 |                                    |                    |                  |                  | Harringay Arena Schiedsrichter: Juan Francisco Carro (URU), Song Yanping (CHN) |

| 3. August 1948 |                                   | Schweiz | 19 – 49                      | Peru | Harringay Arena Schiedsrichter: János Gyimesi (HUN), André Taris (FRA) |
| 3. August 1948 | Punkte pro Halbzeit: 9–18, 10–31. |         |                              |      | Harringay Arena Schiedsrichter: János Gyimesi (HUN), André Taris (FRA) |
| 3. August 1948 | Punkte: Bossy 4                   |         | Punkte: Fernández, Alegre 11 |      | Harringay Arena Schiedsrichter: János Gyimesi (HUN), André Taris (FRA) |
| 3. August 1948 |                                   |         |                              |      | Harringay Arena Schiedsrichter: János Gyimesi (HUN), André Taris (FRA) |

| 3. August 1948 |                                    | Vereinigte Staaten | 59 – 57            | Argentinien | Harringay Arena Schiedsrichter: François Van der Perren (BEL), Song Yanping (CHN) |
| 3. August 1948 | Punkte pro Halbzeit: 26–33, 33–24. |                    |                    |             | Harringay Arena Schiedsrichter: François Van der Perren (BEL), Song Yanping (CHN) |
| 3. August 1948 | Punkte: Barksdale, Carpenter 12    |                    | Punkte: Furlong 18 |             | Harringay Arena Schiedsrichter: François Van der Perren (BEL), Song Yanping (CHN) |
| 3. August 1948 |                                    |                    |                    |             | Harringay Arena Schiedsrichter: François Van der Perren (BEL), Song Yanping (CHN) |

| 3. August 1948 |                                    | Tschechoslowakei | 52 – 38                     | Ägypten | Harringay Arena Schiedsrichter: Juan Francisco Carro (URU), Vittorio Ugolini (ITA) |
| 3. August 1948 | Punkte pro Halbzeit: 25–16, 27–22. |                  |                             |         | Harringay Arena Schiedsrichter: Juan Francisco Carro (URU), Vittorio Ugolini (ITA) |
| 3. August 1948 | Punkte: Benáček 19                 |                  | Punkte: Montassir, Hafez 13 |         | Harringay Arena Schiedsrichter: Juan Francisco Carro (URU), Vittorio Ugolini (ITA) |
| 3. August 1948 |                                    |                  |                             |         | Harringay Arena Schiedsrichter: Juan Francisco Carro (URU), Vittorio Ugolini (ITA) |

| 4. August 1948 |                                    | Vereinigte Staaten | 66 – 28              | Ägypten | Harringay Arena Schiedsrichter: André Siener (FRA), Song Yanping (CHN) |
| 4. August 1948 | Punkte pro Halbzeit: 39–10, 27–18. |                    |                      |         | Harringay Arena Schiedsrichter: André Siener (FRA), Song Yanping (CHN) |
| 4. August 1948 | Punkte: Barksdale 17               |                    | Punkte: Montassir 10 |         | Harringay Arena Schiedsrichter: André Siener (FRA), Song Yanping (CHN) |
| 4. August 1948 |                                    |                    |                      |         | Harringay Arena Schiedsrichter: André Siener (FRA), Song Yanping (CHN) |

| 5. August 1948 |                                   | Tschechoslowakei | 54 – 28           | Schweiz | Harringay Arena Schiedsrichter: Juan Francisco Carro (URU), Jung Song-yun (KOR) |
| 5. August 1948 | Punkte pro Halbzeit: 24–7, 30–21. |                  |                   |         | Harringay Arena Schiedsrichter: Juan Francisco Carro (URU), Jung Song-yun (KOR) |
| 5. August 1948 | Punkte: Mrázek 16                 |                  | Punkte: Stockly 8 |         | Harringay Arena Schiedsrichter: Juan Francisco Carro (URU), Jung Song-yun (KOR) |
| 5. August 1948 |                                   |                  |                   |         | Harringay Arena Schiedsrichter: Juan Francisco Carro (URU), Jung Song-yun (KOR) |

| 5. August 1948 |                                    | Argentinien | 42 – 34                    | Peru | Harringay Arena Schiedsrichter: André Taris (FRA), Vittorio Ugolini (ITA) |
| 5. August 1948 | Punkte pro Halbzeit: 21–18, 21–16. |             |                            |      | Harringay Arena Schiedsrichter: André Taris (FRA), Vittorio Ugolini (ITA) |
| 5. August 1948 | Punkte: Lledó 12                   |             | Punkte: Fernández, Drago 7 |      | Harringay Arena Schiedsrichter: André Taris (FRA), Vittorio Ugolini (ITA) |
| 5. August 1948 |                                    |             |                            |      | Harringay Arena Schiedsrichter: André Taris (FRA), Vittorio Ugolini (ITA) |

| 6. August 1948 |                                    | Ägypten | 31 – 29             | Schweiz | Harringay Arena Schiedsrichter: André Siener (FRA), Ernesto Lastra (ARG) |
| 6. August 1948 | Punkte pro Halbzeit: 15–15, 16–14. |         |                     |         | Harringay Arena Schiedsrichter: André Siener (FRA), Ernesto Lastra (ARG) |
| 6. August 1948 | Punkte: Hafez 9                    |         | Punkte: Albrecht 12 |         | Harringay Arena Schiedsrichter: André Siener (FRA), Ernesto Lastra (ARG) |
| 6. August 1948 |                                    |         |                     |         | Harringay Arena Schiedsrichter: André Siener (FRA), Ernesto Lastra (ARG) |

| 6. August 1948 |                                   | Vereinigte Staaten | 61 – 33                     | Peru | Harringay Arena Schiedsrichter: Gualtiero Follati (ITA), André Taris (FRA) |
| 6. August 1948 | Punkte pro Halbzeit: 31–9, 30–24. |                    |                             |      | Harringay Arena Schiedsrichter: Gualtiero Follati (ITA), André Taris (FRA) |
| 6. August 1948 | Punkte: Jones 12                  |                    | Punkte: Ferreyros, Drago 10 |      | Harringay Arena Schiedsrichter: Gualtiero Follati (ITA), André Taris (FRA) |
| 6. August 1948 |                                   |                    |                             |      | Harringay Arena Schiedsrichter: Gualtiero Follati (ITA), André Taris (FRA) |

| 6. August 1948 |                                    | Argentinien | 41 – 45           | Tschechoslowakei | Harringay Arena Schiedsrichter: Vittorio Ugolini (ITA), Jung Song-yun (KOR) |
| 6. August 1948 | Punkte pro Halbzeit: 19–20, 22–25. |             |                   |                  | Harringay Arena Schiedsrichter: Vittorio Ugolini (ITA), Jung Song-yun (KOR) |
| 6. August 1948 | Punkte: Uder, González 12          |             | Punkte: Mrázek 15 |                  | Harringay Arena Schiedsrichter: Vittorio Ugolini (ITA), Jung Song-yun (KOR) |
| 6. August 1948 |                                    |             |                   |                  | Harringay Arena Schiedsrichter: Vittorio Ugolini (ITA), Jung Song-yun (KOR) |

#### Gruppe D
| Platz | Team       | Spiele | Siege | Ndlg. | Körbe   | Diff. | Punkte |
| ----- | ---------- | ------ | ----- | ----- | ------- | ----- | ------ |
| 1     | Mexiko     | 4      | 4     | 0     | 234:109 | +125  | 8      |
| 2     | Frankreich | 4      | 3     | 1     | 214:131 | +83   | 7      |
| 4     | Kuba       | 4      | 2     | 2     | 213:131 | +82   | 6      |
| 5     | Iran       | 4      | 1     | 3     | 136:215 | −79   | 5      |
| 6     | Irland     | 4      | 0     | 4     | 070:281 | −211  | 4      |

| 1. August 1948 |                                    | Iran | 30 – 62 | Frankreich | Harringay Arena Schiedsrichter: Oddone Gagliardi (ITA), Song Yanping (CHN) |
| 1. August 1948 | Punkte pro Halbzeit: 11–34, 19–28. |      |         |            | Harringay Arena Schiedsrichter: Oddone Gagliardi (ITA), Song Yanping (CHN) |
| 1. August 1948 |                                    |      |         |            | Harringay Arena Schiedsrichter: Oddone Gagliardi (ITA), Song Yanping (CHN) |
| 1. August 1948 |                                    |      |         |            | Harringay Arena Schiedsrichter: Oddone Gagliardi (ITA), Song Yanping (CHN) |

| 1. August 1948 |                                    | Mexiko | 39 – 31          | Kuba | Harringay Arena Schiedsrichter: Abdel Azim Ashry (EGY), Vittorio Ugolini (ITA) |
| 1. August 1948 | Punkte pro Halbzeit: 23–11, 16–20. |        |                  |      | Harringay Arena Schiedsrichter: Abdel Azim Ashry (EGY), Vittorio Ugolini (ITA) |
| 1. August 1948 | Punkte: Santos 16                  |        | Punkte: Agüero 9 |      | Harringay Arena Schiedsrichter: Abdel Azim Ashry (EGY), Vittorio Ugolini (ITA) |
| 1. August 1948 |                                    |        |                  |      | Harringay Arena Schiedsrichter: Abdel Azim Ashry (EGY), Vittorio Ugolini (ITA) |

| 2. August 1948 |                                  | Mexiko | 71 – 9           | Irland | Harringay Arena Schiedsrichter: Ernest Chuard (SUI), Jan Osuský (TCH) |
| 2. August 1948 | Punkte pro Halbzeit: 34–4, 37–5. |        |                  |        | Harringay Arena Schiedsrichter: Ernest Chuard (SUI), Jan Osuský (TCH) |
| 2. August 1948 | Punkte: Romo 23                  |        | Punkte: Crehan 3 |        | Harringay Arena Schiedsrichter: Ernest Chuard (SUI), Jan Osuský (TCH) |
| 2. August 1948 |                                  |        |                  |        | Harringay Arena Schiedsrichter: Ernest Chuard (SUI), Jan Osuský (TCH) |

| 2. August 1948 |                                    | Kuba | 31 – 37 | Frankreich | Harringay Arena Schiedsrichter: Abdel Azim Ashry (EGY), János Gyimesi (HUN) |
| 2. August 1948 | Punkte pro Halbzeit: 14–15, 17–22. |      |         |            | Harringay Arena Schiedsrichter: Abdel Azim Ashry (EGY), János Gyimesi (HUN) |
| 2. August 1948 | Punkte: Llaneras 12                |      |         |            | Harringay Arena Schiedsrichter: Abdel Azim Ashry (EGY), János Gyimesi (HUN) |
| 2. August 1948 |                                    |      |         |            | Harringay Arena Schiedsrichter: Abdel Azim Ashry (EGY), János Gyimesi (HUN) |

| 3. August 1948 |                                    | Mexiko | 56 – 42           | Frankreich | Harringay Arena Schiedsrichter: Oddone Gagliardi (ITA), Jan Osuský (TCH) |
| 3. August 1948 | Punkte pro Halbzeit: 30–20, 26–22. |        |                   |            | Harringay Arena Schiedsrichter: Oddone Gagliardi (ITA), Jan Osuský (TCH) |
| 3. August 1948 | Punkte: Guerrero 11                |        | Punkte: Quénin 10 |            | Harringay Arena Schiedsrichter: Oddone Gagliardi (ITA), Jan Osuský (TCH) |
| 3. August 1948 |                                    |        |                   |            | Harringay Arena Schiedsrichter: Oddone Gagliardi (ITA), Jan Osuský (TCH) |

| 4. August 1948 |                                    | Irland | 22 – 49              | Iran | Harringay Arena Schiedsrichter: Jan Osuský (TCH), Page (GBR) |
| 4. August 1948 | Punkte pro Halbzeit: 10–26, 12–23. |        |                      |      | Harringay Arena Schiedsrichter: Jan Osuský (TCH), Page (GBR) |
| 4. August 1948 | Punkte: Walsh 5                    |        | Punkte: Soudipour 15 |      | Harringay Arena Schiedsrichter: Jan Osuský (TCH), Page (GBR) |
| 4. August 1948 |                                    |        |                      |      | Harringay Arena Schiedsrichter: Jan Osuský (TCH), Page (GBR) |

| 5. August 1948 |                                    | Mexiko | 68 – 27            | Iran | Harringay Arena Schiedsrichter: François Van der Perren (BEL), Oddone Gagliardi (ITA) |
| 5. August 1948 | Punkte pro Halbzeit: 37–13, 31–14. |        |                    |      | Harringay Arena Schiedsrichter: François Van der Perren (BEL), Oddone Gagliardi (ITA) |
| 5. August 1948 | Punkte: Guerrero 14                |        | Punkte: Soroudi 10 |      | Harringay Arena Schiedsrichter: François Van der Perren (BEL), Oddone Gagliardi (ITA) |
| 5. August 1948 |                                    |        |                    |      | Harringay Arena Schiedsrichter: François Van der Perren (BEL), Oddone Gagliardi (ITA) |

| 5. August 1948 |                                   | Irland | 25 – 88             | Kuba | Harringay Arena Schiedsrichter: Ernest Chuard (SUI), Václav Jeřábek (TCH) |
| 5. August 1948 | Punkte pro Halbzeit: 9–40, 16–48. |        |                     |      | Harringay Arena Schiedsrichter: Ernest Chuard (SUI), Václav Jeřábek (TCH) |
| 5. August 1948 | Punkte: O’Connor, Malone 8        |        | Punkte: Llaneras 14 |      | Harringay Arena Schiedsrichter: Ernest Chuard (SUI), Václav Jeřábek (TCH) |
| 5. August 1948 |                                   |        |                     |      | Harringay Arena Schiedsrichter: Ernest Chuard (SUI), Václav Jeřábek (TCH) |

| 6. August 1948 |                                    | Iran | 30 – 63                        | Kuba | Harringay Arena Schiedsrichter: Chauveheid (BEL), Jan Osuský (TCH) |
| 6. August 1948 | Punkte pro Halbzeit: 13–33, 17–30. |      |                                |      | Harringay Arena Schiedsrichter: Chauveheid (BEL), Jan Osuský (TCH) |
| 6. August 1948 | Punkte: Sadeghi, Salabi 7          |      | Punkte: Ruíz, Llanusa, Wiltz 9 |      | Harringay Arena Schiedsrichter: Chauveheid (BEL), Jan Osuský (TCH) |
| 6. August 1948 |                                    |      |                                |      | Harringay Arena Schiedsrichter: Chauveheid (BEL), Jan Osuský (TCH) |

| 6. August 1948 |                                  | Frankreich | 73 – 14          | Irland | Harringay Arena Schiedsrichter: Abdel Azim Ashry (EGY), Juan Francisco Carro (URU) |
| 6. August 1948 | Punkte pro Halbzeit: 37–6, 36–8. |            |                  |        | Harringay Arena Schiedsrichter: Abdel Azim Ashry (EGY), Juan Francisco Carro (URU) |
| 6. August 1948 | Punkte: Even 15                  |            | Punkte: Malone 6 |        | Harringay Arena Schiedsrichter: Abdel Azim Ashry (EGY), Juan Francisco Carro (URU) |
| 6. August 1948 |                                  |            |                  |        | Harringay Arena Schiedsrichter: Abdel Azim Ashry (EGY), Juan Francisco Carro (URU) |

### Finalrunde
|  | Viertelfinale      | Viertelfinale |                    |            | Halbfinale      | Halbfinale |  |  | Finale | Finale |
|  |                    |               |                    |            |                 |            |  |  |        |        |
|  |                    |               |                    |            |                 |            |  |  |        |        |
|  | Vereinigte Staaten | 63            |                    |            |                 |            |  |  |        |        |
|  | Vereinigte Staaten | 63            |                    |            |                 |            |  |  |        |        |
|  | Uruguay            | 28            |                    |            |                 |            |  |  |        |        |
|  | Uruguay            | 28            | Vereinigte Staaten | 71         |                 |            |  |  |        |        |
|  |                    |               | Vereinigte Staaten | 71         |                 |            |  |  |        |        |
|  |                    | Mexiko        | 40                 |            |                 |            |  |  |        |        |
|  | Mexiko             | Mexiko        | 40                 | 43         |                 |            |  |  |        |        |
|  | Mexiko             |               |                    | 43         |                 |            |  |  |        |        |
|  | Südkorea           | 32            |                    |            |                 |            |  |  |        |        |
|  |                    |               | Vereinigte Staaten | 65         |                 |            |  |  |        |        |
|  |                    |               |                    | Frankreich | 21              |            |  |  |        |        |
|  | Brasilien          | 28            |                    |            |                 |            |  |  |        |        |
|  | Tschechoslowakei   | 23            |                    |            |                 |            |  |  |        |        |
|  | Tschechoslowakei   | 23            | Brasilien          | 33         |                 |            |  |  |        |        |
|  |                    |               | Brasilien          | 33         | Spiel um Bronze |            |  |  |        |        |
|  |                    | Frankreich    | 43                 |            |                 |            |  |  |        |        |
|  | Frankreich         | Frankreich    | 43                 | 53         | Brasilien       | 52         |  |  |        |        |
|  | Frankreich         |               |                    | 53         | Brasilien       | 52         |  |  |        |        |
|  | Chile              | 52            |                    | Mexiko     | 47              |            |  |  |        |        |
|  | Chile              | 52            |                    |            | 47              |            |  |  |        |        |
|  |                    |               |                    |            |                 |            |  |  |        |        |

|  | Platzierungsspiele (Platz 5–8) | Platzierungsspiele (Platz 5–8) |                  |    | Spiel um Platz 5 | Spiel um Platz 5 |
|  |                                |                                |                  |    |                  |                  |
|  | Uruguay                        | 45                             |                  |    |                  |                  |
|  | Südkorea                       | 36                             |                  |    |                  |                  |
|  |                                |                                |                  |    |                  |                  |
|  |                                |                                |                  |    |                  |                  |
|  | Uruguay                        | 50                             |                  |    |                  |                  |
|  |                                | Chile                          | 32               |    |                  |                  |
|  |                                |                                |                  |    |                  |                  |
|  | Spiel um Platz 7               |                                |                  |    |                  |                  |
|  |                                |                                | Südkorea         | 38 |                  |                  |
|  | Tschechoslowakei               | 36                             | Tschechoslowakei | 39 |                  |                  |
|  | Chile                          | 38                             |                  |    |                  |                  |

#### Viertelfinale
| 9. August 1948 |                                    | Vereinigte Staaten | 63 – 28             | Uruguay | Harringay Arena Schiedsrichter: Marcel Pfeuti (SUI), Oddone Gagliardi (ITA) |
| 9. August 1948 | Punkte pro Halbzeit: 31–17, 32–11. |                    |                     |         | Harringay Arena Schiedsrichter: Marcel Pfeuti (SUI), Oddone Gagliardi (ITA) |
| 9. August 1948 | Punkte: Kurland 19                 |                    | Punkte: Lombardo 14 |         | Harringay Arena Schiedsrichter: Marcel Pfeuti (SUI), Oddone Gagliardi (ITA) |
| 9. August 1948 |                                    |                    |                     |         | Harringay Arena Schiedsrichter: Marcel Pfeuti (SUI), Oddone Gagliardi (ITA) |

| 9. August 1948 |                                    | Mexiko | 43 – 32      | Südkorea | Harringay Arena Schiedsrichter: François Van der Perren (BEL), Vittorio Ugolini (ITA) |
| 9. August 1948 | Punkte pro Halbzeit: 24–16, 19–16. |        |              |          | Harringay Arena Schiedsrichter: François Van der Perren (BEL), Vittorio Ugolini (ITA) |
| 9. August 1948 | Punkte: Santos 18                  |        | Punkte: An 9 |          | Harringay Arena Schiedsrichter: François Van der Perren (BEL), Vittorio Ugolini (ITA) |
| 9. August 1948 |                                    |        |              |          | Harringay Arena Schiedsrichter: François Van der Perren (BEL), Vittorio Ugolini (ITA) |

| 9. August 1948 |                                            | Brasilien | 28 – 23           | Tschechoslowakei | Harringay Arena Schiedsrichter: Abdel Moneim Wahibi (EGY), Naili Moran (TUR) |
| 9. August 1948 | Punkte pro Halbzeit: 10–13, 18–10.         |           |                   |                  | Harringay Arena Schiedsrichter: Abdel Moneim Wahibi (EGY), Naili Moran (TUR) |
| 9. August 1948 | Punkte: de Freitas, da Motta, Sorcinelli 5 |           | Punkte: Mrázek 12 |                  | Harringay Arena Schiedsrichter: Abdel Moneim Wahibi (EGY), Naili Moran (TUR) |
| 9. August 1948 |                                            |           |                   |                  | Harringay Arena Schiedsrichter: Abdel Moneim Wahibi (EGY), Naili Moran (TUR) |

| 9. August 1948 |                                    | Chile | 52 – 53           | Frankreich | Harringay Arena Schiedsrichter: Abdel Azim Ashry (EGY), Gualtiero Follati (ITA) |
| 9. August 1948 | Punkte pro Halbzeit: 15–18, 37–35. |       |                   |            | Harringay Arena Schiedsrichter: Abdel Azim Ashry (EGY), Gualtiero Follati (ITA) |
| 9. August 1948 | Punkte: Mahaña, Sánchez 10         |       | Punkte: Chocat 12 |            | Harringay Arena Schiedsrichter: Abdel Azim Ashry (EGY), Gualtiero Follati (ITA) |
| 9. August 1948 |                                    |       |                   |            | Harringay Arena Schiedsrichter: Abdel Azim Ashry (EGY), Gualtiero Follati (ITA) |

#### Halbfinale
| 12. August 1948 |                                    | Vereinigte Staaten | 71 – 40         | Mexiko | Harringay Arena Schiedsrichter: Abdel Azim Ashry (EGY), Vittorio Ugolini (ITA) |
| 12. August 1948 | Punkte pro Halbzeit: 30–14, 41–26. |                    |                 |        | Harringay Arena Schiedsrichter: Abdel Azim Ashry (EGY), Vittorio Ugolini (ITA) |
| 12. August 1948 | Punkte: Groza 19                   |                    | Punkte: Acuña 9 |        | Harringay Arena Schiedsrichter: Abdel Azim Ashry (EGY), Vittorio Ugolini (ITA) |
| 12. August 1948 |                                    |                    |                 |        | Harringay Arena Schiedsrichter: Abdel Azim Ashry (EGY), Vittorio Ugolini (ITA) |

| 12. August 1948 |                                    | Brasilien | 33 – 43            | Frankreich | Harringay Arena Schiedsrichter: Abdel Moneim Wahibi (EGY), Marcel Pfeuti (SUI) |
| 12. August 1948 | Punkte pro Halbzeit: 19–23, 14–20. |           |                    |            | Harringay Arena Schiedsrichter: Abdel Moneim Wahibi (EGY), Marcel Pfeuti (SUI) |
| 12. August 1948 | Punkte: da Motta 12                |           | Punkte: Dérency 16 |            | Harringay Arena Schiedsrichter: Abdel Moneim Wahibi (EGY), Marcel Pfeuti (SUI) |
| 12. August 1948 |                                    |           |                    |            | Harringay Arena Schiedsrichter: Abdel Moneim Wahibi (EGY), Marcel Pfeuti (SUI) |

#### Finale
| 13. August 1948 |                                   | Vereinigte Staaten | 65 – 21          | Frankreich | Harringay Arena Schiedsrichter: Abdel Azim Ashry (EGY), Vittorio Ugolini (ITA) |
| 13. August 1948 | Punkte pro Halbzeit: 28–9, 37–12. |                    |                  |            | Harringay Arena Schiedsrichter: Abdel Azim Ashry (EGY), Vittorio Ugolini (ITA) |
| 13. August 1948 | Punkte: Groza 11                  |                    | Punkte: Chocat 8 |            | Harringay Arena Schiedsrichter: Abdel Azim Ashry (EGY), Vittorio Ugolini (ITA) |
| 13. August 1948 |                                   |                    |                  |            | Harringay Arena Schiedsrichter: Abdel Azim Ashry (EGY), Vittorio Ugolini (ITA) |

#### Spiel um Bronze
| 12. August 1948 |                                    | Brasilien | 52 – 47           | Mexiko | Harringay Arena |
| 12. August 1948 | Punkte pro Halbzeit: 17–25, 35–22. |           |                   |        | Harringay Arena |
| 12. August 1948 | Punkte: da Motta 25                |           | Punkte: Santos 16 |        | Harringay Arena |
| 12. August 1948 |                                    |           |                   |        | Harringay Arena |

#### Platzierungsspiele (Platz 5–8)
| 11. August 1948 |                                  | Uruguay | 45 – 36       | Südkorea | Harringay Arena Schiedsrichter: François Van der Perren (BEL), Gualtiero Follati (ITA) |
| 11. August 1948 | Punkte pro Viertel: 23–26, 22–11 |         |               |          | Harringay Arena Schiedsrichter: François Van der Perren (BEL), Gualtiero Follati (ITA) |
| 11. August 1948 | Punkte: Lombardo 30              |         | Punkte: An 14 |          | Harringay Arena Schiedsrichter: François Van der Perren (BEL), Gualtiero Follati (ITA) |
| 11. August 1948 |                                  |         |               |          | Harringay Arena Schiedsrichter: François Van der Perren (BEL), Gualtiero Follati (ITA) |

| 11. August 1948 |                                    | Tschechoslowakei | 36 – 38           | Chile | Harringay Arena Schiedsrichter: Ernest Chuard (SUI), Oddone Gagliardi (ITA) |
| 11. August 1948 | Punkte pro Halbzeit: 13–14, 23–24. |                  |                   |       | Harringay Arena Schiedsrichter: Ernest Chuard (SUI), Oddone Gagliardi (ITA) |
| 11. August 1948 | Punkte: Křepela 10                 |                  | Punkte: Mahaña 16 |       | Harringay Arena Schiedsrichter: Ernest Chuard (SUI), Oddone Gagliardi (ITA) |
| 11. August 1948 |                                    |                  |                   |       | Harringay Arena Schiedsrichter: Ernest Chuard (SUI), Oddone Gagliardi (ITA) |

#### Spiel um Platz 5
| 11. August 1948 |                                    | Uruguay | 50 – 32         | Chile | Harringay Arena Schiedsrichter: Oddone Gagliardi (ITA), Jung Song-yun (KOR) |
| 11. August 1948 | Punkte pro Halbzeit: 21–15, 29–17. |         |                 |       | Harringay Arena Schiedsrichter: Oddone Gagliardi (ITA), Jung Song-yun (KOR) |
| 11. August 1948 | Punkte: Lombardo 16                |         | Punkte: Gallo 8 |       | Harringay Arena Schiedsrichter: Oddone Gagliardi (ITA), Jung Song-yun (KOR) |
| 11. August 1948 |                                    |         |                 |       | Harringay Arena Schiedsrichter: Oddone Gagliardi (ITA), Jung Song-yun (KOR) |

#### Spiel um Platz 7
| 11. August 1948 |                                    | Südkorea | 38 – 39            | Tschechoslowakei | Harringay Arena Schiedsrichter: François Van der Perren (BEL), Gualtiero Follati (ITA) |
| 11. August 1948 | Punkte pro Halbzeit: 23–16, 26–12. |          |                    |                  | Harringay Arena Schiedsrichter: François Van der Perren (BEL), Gualtiero Follati (ITA) |
| 11. August 1948 | Punkte: Gang 10                    |          | Punkte: Benáček 14 |                  | Harringay Arena Schiedsrichter: François Van der Perren (BEL), Gualtiero Follati (ITA) |
| 11. August 1948 |                                    |          |                    |                  | Harringay Arena Schiedsrichter: François Van der Perren (BEL), Gualtiero Follati (ITA) |

### Platzierungsrunde (Platz 9–16)
|  | Viertelfinale | Viertelfinale |        |             | Halbfinale        | Halbfinale |  |  | Spiel um Platz 9 | Spiel um Platz 9 |
|  |               |               |        |             |                   |            |  |  |                  |                  |
|  |               |               |        |             |                   |            |  |  |                  |                  |
|  | Belgien       | w.o.          |        |             |                   |            |  |  |                  |                  |
|  | Belgien       | w.o.          |        |             |                   |            |  |  |                  |                  |
|  | Ungarn        |               |        |             |                   |            |  |  |                  |                  |
|  | Belgien       | 40            |        |             |                   |            |  |  |                  |                  |
|  | Belgien       | 40            |        |             |                   |            |  |  |                  |                  |
|  |               | Kanada        | 45     |             |                   |            |  |  |                  |                  |
|  | Kanada        | Kanada        | 45     | 81          |                   |            |  |  |                  |                  |
|  | Kanada        |               |        | 81          |                   |            |  |  |                  |                  |
|  | Iran          | 25            |        |             |                   |            |  |  |                  |                  |
|  |               |               | Kanada | 49          |                   |            |  |  |                  |                  |
|  |               |               |        | Peru        | 43                |            |  |  |                  |                  |
|  | Kuba          | 40            |        |             |                   |            |  |  |                  |                  |
|  | Peru          | 45            |        |             |                   |            |  |  |                  |                  |
|  | Peru          | 45            | Peru   | 40          |                   |            |  |  |                  |                  |
|  |               |               | Peru   | 40          | Spiel um Platz 11 |            |  |  |                  |                  |
|  |               | Philippinen   | 29     |             |                   |            |  |  |                  |                  |
|  | Argentinien   | Philippinen   | 29     | 43          | Belgien           | 38         |  |  |                  |                  |
|  | Argentinien   |               |        | 43          | Belgien           | 38         |  |  |                  |                  |
|  | Philippinen   | 45            |        | Philippinen | 34                |            |  |  |                  |                  |
|  | Philippinen   | 45            |        |             | 34                |            |  |  |                  |                  |
|  |               |               |        |             |                   |            |  |  |                  |                  |

|  | Platzierungsspiele (Platz 13–16) | Platzierungsspiele (Platz 13–16) |             |      | Spiel um Platz 13 | Spiel um Platz 13 |
|  |                                  |                                  |             |      |                   |                   |
|  | Ungarn                           |                                  |             |      |                   |                   |
|  | Iran                             | w.o.                             |             |      |                   |                   |
|  |                                  |                                  |             |      |                   |                   |
|  |                                  |                                  |             |      |                   |                   |
|  | Iran                             | 36                               |             |      |                   |                   |
|  |                                  | Kuba                             | 70          |      |                   |                   |
|  |                                  |                                  |             |      |                   |                   |
|  | Spiel um Platz 15                |                                  |             |      |                   |                   |
|  |                                  |                                  | Argentinien | w.o. |                   |                   |
|  | Kuba                             | 35                               | Ungarn      |      |                   |                   |
|  | Argentinien                      | 34                               |             |      |                   |                   |

#### Viertelfinale
| 12. August 1948 |  | Belgien | w.o.- | Ungarn | Harringay Arena |
| 12. August 1948 |  |         |       |        | Harringay Arena |
| 12. August 1948 |  |         |       |        | Harringay Arena |
| 12. August 1948 |  |         |       |        | Harringay Arena |

| 12. August 1948 |                                   | Kanada | 81 – 25          | Iran | Harringay Arena Schiedsrichter: Juan Francisco Carro (URU), Gualtiero Follati (ITA) |
| 12. August 1948 | Punkte pro Halbzeit: 49–8, 32–17. |        |                  |      | Harringay Arena Schiedsrichter: Juan Francisco Carro (URU), Gualtiero Follati (ITA) |
| 12. August 1948 | Punkte: Waxman 16                 |        | Punkte: Salabi 9 |      | Harringay Arena Schiedsrichter: Juan Francisco Carro (URU), Gualtiero Follati (ITA) |
| 12. August 1948 |                                   |        |                  |      | Harringay Arena Schiedsrichter: Juan Francisco Carro (URU), Gualtiero Follati (ITA) |

| 12. August 1948 |                                    | Kuba | 40 – 45             | Peru | Harringay Arena Schiedsrichter: Page (GBR), Vittorio Ugolini (ITA) |
| 12. August 1948 | Punkte pro Halbzeit: 18–21, 22–24. |      |                     |      | Harringay Arena Schiedsrichter: Page (GBR), Vittorio Ugolini (ITA) |
| 12. August 1948 | Punkte: Agüero 8                   |      | Punkte: Vizcarra 10 |      | Harringay Arena Schiedsrichter: Page (GBR), Vittorio Ugolini (ITA) |
| 12. August 1948 |                                    |      |                     |      | Harringay Arena Schiedsrichter: Page (GBR), Vittorio Ugolini (ITA) |

| 12. August 1948 |                                    | Argentinien | 43 – 45          | Philippinen | Harringay Arena Schiedsrichter: André Siener (FRA), Oddone Gagliardi (ITA) |
| 12. August 1948 | Punkte pro Halbzeit: 23–21, 20–24. |             |                  |             | Harringay Arena Schiedsrichter: André Siener (FRA), Oddone Gagliardi (ITA) |
| 12. August 1948 | Punkte: Furlong 11                 |             | Punkte: Mumar 11 |             | Harringay Arena Schiedsrichter: André Siener (FRA), Oddone Gagliardi (ITA) |
| 12. August 1948 |                                    |             |                  |             | Harringay Arena Schiedsrichter: André Siener (FRA), Oddone Gagliardi (ITA) |

#### Halbfinale
| 12. August 1948 |                                    | Belgien | 40 – 45            | Kanada | Harringay Arena Schiedsrichter: Ernesto Lastra (ARG), Vittorio Ugolini (ITA) |
| 12. August 1948 | Punkte pro Halbzeit: 25–20, 15–25. |         |                    |        | Harringay Arena Schiedsrichter: Ernesto Lastra (ARG), Vittorio Ugolini (ITA) |
| 12. August 1948 | Punkte: Campbell, Munro 11         |         | Punkte: De Pauw 11 |        | Harringay Arena Schiedsrichter: Ernesto Lastra (ARG), Vittorio Ugolini (ITA) |
| 12. August 1948 |                                    |         |                    |        | Harringay Arena Schiedsrichter: Ernesto Lastra (ARG), Vittorio Ugolini (ITA) |

| 12. August 1948 |                                   | Peru | 40 – 29               | Philippinen | Harringay Arena Schiedsrichter: Abdel Azim Ashry (EGY), Cromer (GBR) |
| 12. August 1948 | Punkte pro Halbzeit: 23–8, 17–21. |      |                       |             | Harringay Arena Schiedsrichter: Abdel Azim Ashry (EGY), Cromer (GBR) |
| 12. August 1948 | Punkte: Ferreyros 12              |      | Punkte: G. Fajardo 12 |             | Harringay Arena Schiedsrichter: Abdel Azim Ashry (EGY), Cromer (GBR) |
| 12. August 1948 |                                   |      |                       |             | Harringay Arena Schiedsrichter: Abdel Azim Ashry (EGY), Cromer (GBR) |

#### Platzierungsspiele (Platz 13–16)
| 12. August 1948 |  | Ungarn | – w.o. | Iran | Harringay Arena |
| 12. August 1948 |  |        |        |      | Harringay Arena |
| 12. August 1948 |  |        |        |      | Harringay Arena |
| 12. August 1948 |  |        |        |      | Harringay Arena |

| 12. August 1948 |                                    | Kuba | 35 – 34            | Argentinien | Harringay Arena Schiedsrichter: André Siener (FRA), Jan Osuský (TCH) |
| 12. August 1948 | Punkte pro Halbzeit: 14–17, 21–17. |      |                    |             | Harringay Arena Schiedsrichter: André Siener (FRA), Jan Osuský (TCH) |
| 12. August 1948 | Punkte: Otero 8                    |      | Punkte: Furlong 17 |             | Harringay Arena Schiedsrichter: André Siener (FRA), Jan Osuský (TCH) |
| 12. August 1948 |                                    |      |                    |             | Harringay Arena Schiedsrichter: André Siener (FRA), Jan Osuský (TCH) |

#### Spiel um Platz 9
| 12. August 1948 |                                    | Kanada | 49 – 43           | Peru | Harringay Arena Schiedsrichter: Marcel Pfeuti (SUI), Oddone Gagliardi (ITA) |
| 12. August 1948 | Punkte pro Halbzeit: 26–16, 23–27. |        |                   |      | Harringay Arena Schiedsrichter: Marcel Pfeuti (SUI), Oddone Gagliardi (ITA) |
| 12. August 1948 | Punkte: Scarr, McGeer 9            |        | Punkte: Alegre 12 |      | Harringay Arena Schiedsrichter: Marcel Pfeuti (SUI), Oddone Gagliardi (ITA) |
| 12. August 1948 |                                    |        |                   |      | Harringay Arena Schiedsrichter: Marcel Pfeuti (SUI), Oddone Gagliardi (ITA) |

#### Spiel um Platz 11
| 12. August 1948 |                                    | Belgien | 38 – 34           | Philippinen | Harringay Arena Schiedsrichter: Ernesto Lastra (ARG), Jan Osuský (TCH) |
| 12. August 1948 | Punkte pro Halbzeit: 16–16, 22–18. |         |                   |             | Harringay Arena Schiedsrichter: Ernesto Lastra (ARG), Jan Osuský (TCH) |
| 12. August 1948 | Punkte: Coosemans 14               |         | Punkte: Campos 17 |             | Harringay Arena Schiedsrichter: Ernesto Lastra (ARG), Jan Osuský (TCH) |
| 12. August 1948 |                                    |         |                   |             | Harringay Arena Schiedsrichter: Ernesto Lastra (ARG), Jan Osuský (TCH) |

#### Spiel um Platz 13
| 12. August 1948 |  | Argentinien | w.o.- | Ungarn | Harringay Arena |
| 12. August 1948 |  |             |       |        | Harringay Arena |
| 12. August 1948 |  |             |       |        | Harringay Arena |
| 12. August 1948 |  |             |       |        | Harringay Arena |

#### Spiel um Platz 15
| 12. August 1948 |                                    | Kuba | 70 – 36                  | Iran | Harringay Arena Schiedsrichter: André Siener (FRA), Jung Song-yun (KOR) |
| 12. August 1948 | Punkte pro Halbzeit: 32–11, 38–25. |      |                          |      | Harringay Arena Schiedsrichter: André Siener (FRA), Jung Song-yun (KOR) |
| 12. August 1948 | Punkte: Llaneras 14                |      | Punkte: Salabi, Rafati 8 |      | Harringay Arena Schiedsrichter: André Siener (FRA), Jung Song-yun (KOR) |
| 12. August 1948 |                                    |      |                          |      | Harringay Arena Schiedsrichter: André Siener (FRA), Jung Song-yun (KOR) |

### Platzierungsrunde (Platz 17–23)

#### Viertelfinale
| 12. August 1948 |                                    | China | 42 – 34                   | Schweiz | Harringay Arena Schiedsrichter: Ernesto Lastra (ARG), Jan Osuský (TCH) |
| 12. August 1948 | Punkte pro Halbzeit: 25–20, 17–14. |       |                           |         | Harringay Arena Schiedsrichter: Ernesto Lastra (ARG), Jan Osuský (TCH) |
| 12. August 1948 | Punkte: Pao 17                     |       | Punkte: Chollet, Dutoit 8 |         | Harringay Arena Schiedsrichter: Ernesto Lastra (ARG), Jan Osuský (TCH) |
| 12. August 1948 |                                    |       |                           |         | Harringay Arena Schiedsrichter: Ernesto Lastra (ARG), Jan Osuský (TCH) |

| 12. August 1948 |                                   | Irland | 21 – 46          | Großbritannien | Harringay Arena Schiedsrichter: François Van der Perren (BEL), André Taris (FRA) |
| 12. August 1948 | Punkte pro Halbzeit: 5–24, 16–22. |        |                  |                | Harringay Arena Schiedsrichter: François Van der Perren (BEL), André Taris (FRA) |
| 12. August 1948 | Punkte: Sheriff 10                |        | Punkte: Price 12 |                | Harringay Arena Schiedsrichter: François Van der Perren (BEL), André Taris (FRA) |
| 12. August 1948 |                                   |        |                  |                | Harringay Arena Schiedsrichter: François Van der Perren (BEL), André Taris (FRA) |

| 12. August 1948 |                                    | Italien | 77 – 28          | Irak | Harringay Arena Schiedsrichter: Chauveheid (BEL), Ernesto Lastra (ARG) |
| 12. August 1948 | Punkte pro Halbzeit: 34–10, 43–18. |         |                  |      | Harringay Arena Schiedsrichter: Chauveheid (BEL), Ernesto Lastra (ARG) |
| 12. August 1948 | Punkte: Marietti, Rapini 13        |         | Punkte: Khalil 8 |      | Harringay Arena Schiedsrichter: Chauveheid (BEL), Ernesto Lastra (ARG) |
| 12. August 1948 |                                    |         |                  |      | Harringay Arena Schiedsrichter: Chauveheid (BEL), Ernesto Lastra (ARG) |

#### Halbfinale
| 12. August 1948 |                                    | China | 54 – 25           | Großbritannien | Harringay Arena Schiedsrichter: André Siener (FRA), Abdel Azim Ashry (EGY) |
| 12. August 1948 | Punkte pro Halbzeit: 23–14, 31–11. |       |                   |                | Harringay Arena Schiedsrichter: André Siener (FRA), Abdel Azim Ashry (EGY) |
| 12. August 1948 | Punkte: Pao 18                     |       | Punkte: Finaly 14 |                | Harringay Arena Schiedsrichter: André Siener (FRA), Abdel Azim Ashry (EGY) |
| 12. August 1948 |                                    |       |                   |                | Harringay Arena Schiedsrichter: André Siener (FRA), Abdel Azim Ashry (EGY) |

| 12. August 1948 |                                    | Italien | 35 – 33              | Ägypten | Harringay Arena Schiedsrichter: André Taris (FRA), Jung Song-Yun (KOR) |
| 12. August 1948 | Punkte pro Halbzeit: 15–11, 14–18. |         |                      |         | Harringay Arena Schiedsrichter: André Taris (FRA), Jung Song-Yun (KOR) |
| 12. August 1948 | Punkte: Pellarini 7                |         | Punkte: Montassir 12 |         | Harringay Arena Schiedsrichter: André Taris (FRA), Jung Song-Yun (KOR) |
| 12. August 1948 |                                    |         |                      |         | Harringay Arena Schiedsrichter: André Taris (FRA), Jung Song-Yun (KOR) |

#### Platzierungsspiel (Platz 21–23)
| 12. August 1948 |                                  | Schweiz | 55 – 12         | Irland | Harringay Arena Schiedsrichter: Jan Osuský (TCH), Kazem Rambari (IRI) |
| 12. August 1948 | Punkte pro Halbzeit: 31–3, 24–9. |         |                 |        | Harringay Arena Schiedsrichter: Jan Osuský (TCH), Kazem Rambari (IRI) |
| 12. August 1948 | Punkte: Baumann 13               |         | Punkte: Flynn 3 |        | Harringay Arena Schiedsrichter: Jan Osuský (TCH), Kazem Rambari (IRI) |
| 12. August 1948 |                                  |         |                 |        | Harringay Arena Schiedsrichter: Jan Osuský (TCH), Kazem Rambari (IRI) |

#### Spiel um Platz 17
| 12. August 1948 |                                    | China | 38 – 54              | Italien | Harringay Arena Schiedsrichter: Ernesto Lastra (ARG), Jan Osuský (TCH) |
| 12. August 1948 | Punkte pro Halbzeit: 21–25, 17–29. |       |                      |         | Harringay Arena Schiedsrichter: Ernesto Lastra (ARG), Jan Osuský (TCH) |
| 12. August 1948 | Punkte: Pao 14                     |       | Punkte: Romanutti 21 |         | Harringay Arena Schiedsrichter: Ernesto Lastra (ARG), Jan Osuský (TCH) |
| 12. August 1948 |                                    |       |                      |         | Harringay Arena Schiedsrichter: Ernesto Lastra (ARG), Jan Osuský (TCH) |

#### Spiel um Platz 19
| 12. August 1948 |                                  | Ägypten | 50 – 18         | Großbritannien | Harringay Arena Schiedsrichter: Juan Francisco Carro (URU), François Van der Perren (BEL) |
| 12. August 1948 | Punkte pro Halbzeit: 22–9, 28–9. |         |                 |                | Harringay Arena Schiedsrichter: Juan Francisco Carro (URU), François Van der Perren (BEL) |
| 12. August 1948 | Punkte: Montassir 18             |         | Punkte: Price 7 |                | Harringay Arena Schiedsrichter: Juan Francisco Carro (URU), François Van der Perren (BEL) |
| 12. August 1948 |                                  |         |                 |                | Harringay Arena Schiedsrichter: Juan Francisco Carro (URU), François Van der Perren (BEL) |

#### Spiel um Platz 21
| 12. August 1948 |  | Irak | – w.o. | Schweiz | Harringay Arena |
| 12. August 1948 |  |      |        |         | Harringay Arena |
| 12. August 1948 |  |      |        |         | Harringay Arena |
| 12. August 1948 |  |      |        |         | Harringay Arena |